# Velapertina
Velapertina es un género de foraminífero planctónico de la familia Catapsydracidae, de la superfamilia Globorotalioidea, del suborden Globigerinina y del orden Globigerinida. Su especie tipo es Velapertina iorgulescui. Su rango cronoestratigráfico abarca desde el Helvetiense (Mioceno medio) hasta el Tortoniense (Mioceno superior).

## Descripción
Velapertina incluía especies con conchas trocoespiraladas, globigeriniformes a subglobulares, de trocospira baja a ligeramente alta; sus cámaras eran globulares a ovoidales, creciendo en tamaño de manera rápida; sus suturas intercamerales eran incididas y rectas o curvadas; su contorno ecuatorial era subcuadrado a subpoligonal, y lobulado; su periferia era redondeada; su ombligo era moderadamente amplio, cubierto por una bulla o última cámara ampulada; en el estadio inicial, su abertura principal era interiomarginal, umbilical (intraumbilical); presentaban aberturas suplementarias suturales, también cubiertas por bullas; la abertura principal estaba cubierta por una bulla, la cual presentaba muchas y pequeñas aberturas accesorias infralaminares, y unas prolongaciones que continuaban por las suturas; presentaban pared calcítica hialina, finamente perforada con poros en copa, y superficie punteada.

## Discusión
Clasificaciones posteriores han incluido Velapertina en la familia Globigerinidae. Algunos autores han considerado Velapertina un posible sinónimo subjetivo posterior de Globigerinita.

## Paleoecología
Velapertina es un género endémico del Paratetis, y, como Globigerinita, incluía foraminíferos planctónicos que habitaban medios pelágicos de aguas superficiales (medio nerítico medio y externo). No obstante, también ha sido citado en el Caribe.

## Clasificación
Velapertina incluye a las siguientes especies:
- Velapertina cingulata †
- Velapertina indigena †
- Velapertina iorgulescui †

Otras especies consideradas en Velapertina son:
- Velapertina luczkowskae †
- Velapertina sphaerica †